# Castell de Calders
El castell de Calders és una fortificació medieval del terme municipal de Calders, de la comarca del Moianès.

## Descripció
És un conjunt medieval majoritàriament del segle xi bastit damunt un turó de 471 m d'altitud encerclat per un antic meandre del Calders. Està format per la torre mestra de planta circular, una muralla perimetral, una construcció posterior i les restes de la capella del castell, Santa Maria del Castell de Calders.
Aproximadament la meitat de la torre s'ha esfondrat, juntament amb el bancal de roca on se sustentava, es tracta d'una construcció senzilla amb un aparell matusser. Recentment ha estat consolidat la base de la roca amb un mur de totxo. La muralla, que es conserva parcialment, ressegueix el perímetre de l'esplanada al cim del turó. Té un baluard quadrat. Adossat a la muralla s'aixequen les restes d'una construcció posterior al castell dels segles xvii i xviii, possiblement es tracta d'una masoveria, amb un soterrani que devia servir com a cisterna. Fou seu d'una castlania, després senyoria i més tard, la baronia de Calders, tot i que els titulars no hi degueren viure més enllà del segle xii.
Santa Maria del Castell de Calders és l'antiga capella del Castell de Calders, al cim del turó, entre les restes d'aquest castell, del qual formava part. Només en queden dempeus alguns fragments de mur, a més de poder-se'n reconèixer el recinte, entre les ruïnes del castell, en el seu costat de llevant.

## Història
És documentat des del 965, tot i que la construcció actual podria datar-se del segle xi: in comitatu Minorissa in terminio de castro Caldarios. D'altres documents d'anys posteriors en confirmen l'existència: 974, 977, 984, 1019, 1023… El domini del castell pertanyia en aquell moment a Sendred Domnuç, senyor de Calders, branca lateral dels vescomtes d'Osona. Els castlans eren la família Viladecavalls, que prengueren el nom de la parròquia pròxima.
El 1023 el castell i la seva jurisdicció pertanyien a la comtessa Ermessenda, vídua de Ramon Borrell, que el degué rebre en dot, juntament amb altres castells de la Catalunya central. La mateixa comtessa donà aquest castell, i d'altres, al seu fill Ramon Berenguer I el Corbat com a penyora de pau. El 1067 apareix vinculat a aquest castell Guillem Ramon de Calders, casat amb Guilla, filla de la comtessa Ermessenda de Cardona. Aquest primer castlà o senyor de Calders llega en el seu testament el castell de Calders i les parròquies del seu entorn als seus fills Artal i Ponç, dels quals passa al fill de Ponç, Arnau, que ja consta com a senyor de Calders.
Més endavant dos Calders, Guillem i Pere, apareixen com a signataris del testament de Guillem de Berguedà. Són germans, com consta en diversos documents de l'època. El castell romangué fins al 1336 en mans dels Calders, que passaren per alguns moments on tingueren molt presència entre les classes dirigents catalanes com, per exemple, el 1313, any en què el comte-rei envià Blanca de Calders (Blanca de Centelles, casada amb Guillem de Calders) a Alemanys per tal d'acompanyar la filla del rei, la infanta Isabel, que anava a contraure matrimoni amb el duc d'Àustria.

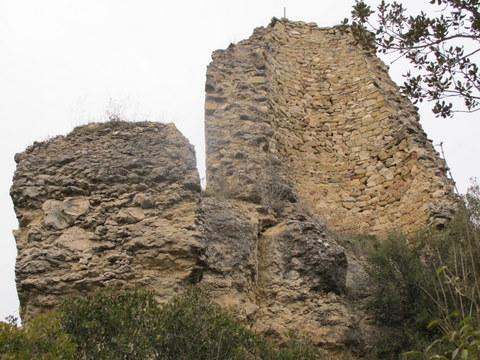
Restes del castell de Calders (febrer 2010)

Poc després, la família Calders entrà en crisi i el 1347 es vengué el castell i les seves parròquies a Bernat de Talamanca. Tot seguit, un any més tard, el tornà a vendre a Ramon Berenguer de Dusfort, però hagué de fer-se en part enrere, i en retornà la meitat del domini a Bernat de Talamanca, del qual passà al seu fill Berenguer. Alhora, a finals del segle xiv, el rei Pere III ordenà el reforçament de les fortificacions del castell, i s'inicià una ampliació que no es va arribar a acabar mai. A partir del segle xv el castell va sofrir una decadència progressiva.
El 1410 Bernat de Talamanca es casà amb Aldonça de Planella i de Togores, filla del senyor del castell termenat de Castellnou de la Plana i de Violant, de la influent família sabadellenca dels Togores i germana de Ramon de Planella i de Togores, senyor de Granera, Mura, Castellcir i Tona, entre altres senyories properes. Ramon de Planella comprà el senyoriu a la seva germana i el seu cunyat, i un descendent seu, Manuel de Planella, s'anomenava senyor de Calders i Talamanca el 1440. A partir d'aleshores, però, el castell de Calders perdia importància estratègica i era pràcticament abandonat. El senyoriu, ja baronia, de Calders passà dels Planella als Amat, barons de Maldà, i d'aquests, sempre per via matrimonial, als marquesos de Castellbell, que en teoria encara en tenen la senyoria.